# Kramfors-Alliansen
Kramfors-Alliansen är en idrottsförening från Kramfors i Västernorrland som bildades 1904. I denna ideella förening fanns cirka 1 100 aktiva idrottare 2018. Kramfors-Alliansen är den största idrottsföreningen i kommunen.
Fram till 1971 hette föreningen "Kramfors IF". Det året slogs man samman med Östby IF och antog namnet Kramfors-Alliansen.
Några kända idrottare som har föreningen som moderklubb är ishockeyspelarna Magnus Wernblom, Tobias Viklund, Mario Kempe och Adrian Kempe, målvakten och tränaren Sune Bergman samt fotbollsspelaren och tränaren Anders Grönhagen. Den olympiska guldmedaljören i sprintstafett från 2006 i Turin, Anna Olsson har också Kramfors-Alliansen som moderklubb.
Fotboll och friidrott utövas främst på Kramfors IP med tennishallen inom samma område, ridningen i Björknäs (fem kilometer sydost om centrum), styrketräning, inomhusbollsport och gymnastik i Ådalshallen och vintersport vid Latberget.

## Fotboll
Kramfors ligafotboll introducerades 1966–67 av tidigare Helsingborgs IF-spelaren Gert Nilsson, och Kramfors-Alliansen Fotboll startades 1971 där herrarnas A-lag debuterade i Division III (dåtidens tredjedivision). Seriesegern 1977 innebar spel i Division II 1978, vilken är föreningens högsta placering. Under 2001–2007 befann sig laget i Division 5 (där placeringen som tredje sist 2005 var botten), innan man både sportsligt och ekonomiskt kunde vända den nedåtgående trenden och nå Division 2 2018 (i vilken det blev en tvåårig sejour). Därefter följde två raka degraderingar, samtidigt som Covid-19 bröt ut, men efter att på målskillnadsmarginal ha slutat tvåa i Division 4 2021 erbjöds och accepterade laget en vakant plats i Division 3 2022 – där laget nådde kvalspel uppåt. Kramfors-Alliansens damer gick 2020 samman med Frånö, med start i Division 3 och avancerade till Division 2 2022.

## Ishockey
Föreningens A-herrlag i ishockey har spelat tretton säsonger i Division 1. Nedan finns en översikt över dem.

### Säsonger
| Säsong                                       | Division           | Placering | Vårserie                  | Playoff/Kval                  |
| -------------------------------------------- | ------------------ | --------- | ------------------------- | ----------------------------- |
| 1975/1976                                    | Division I Södra   | 13        |                           | nerflyttade                   |
| 1976–1981 spelade man i Division II.         |                    |           |                           |                               |
| 1981/1982                                    | Division I Södra   | 9         |                           | 1:a i kvalserien              |
| 1982/1983                                    | Division I Södra   | 9         | 8:a i fortsättningsserien | nerflyttade                   |
| 1983–1999 spelade man i Division II och III. |                    |           |                           |                               |
| 1999/2000                                    | Division 1 Norra B | 5         |                           |                               |
| 2000/2001                                    | Division 1 Norra B | 5         |                           |                               |
| 2001/2002                                    | Division 1 Norra B | 8         |                           |                               |
| 2002/2003                                    | Division 1 Norra B | 7         | 6:a i vårserien           | 1:a i kvalserien              |
| 2003/2004                                    | Division 1 Norra B | 5         |                           | nerflyttade                   |
| 2004/05 spelade man i Division 2.            |                    |           |                           |                               |
| 2005/2006                                    | Division 1B        | 7         | 3:a i vårserien           |                               |
| 2006/2007                                    | Division 1B        | 6         | 4:a i vårserien           | 1:a i kvalserien              |
| 2007–2010 spelade man i Division 2.          |                    |           |                           |                               |
| 2010/2011                                    | Division 1B        | 8         | 4:a i fortsättningsserien | 3:a i kvalserien              |
| 2011/2012                                    | Division 1B        | 6         | 4:a i fortsättningsserien | 2:a i kvalserien              |
| 2012/2013                                    | Division 1B        | 5         | 3:a i fortsättningsserien | 2:a i kvalserien, nerflyttade |